# Epilobium trichophyllum
Epilobium trichophyllum är en dunörtsväxtart som beskrevs av Haussk.. Epilobium trichophyllum ingår i släktet dunörter, och familjen dunörtsväxter. Inga underarter finns listade i Catalogue of Life.